# 纹尾盆唇鱼
纹尾盆唇鱼（学名：Placocheilus caudofasciatus）为鲤科盆唇鱼属的鱼类，俗名油鱼。在中国，分布于元江及其支流等，常见于于河流有岩洞的地方。该物种的模式产地在越南。